# Bebelis laetabilis
Bebelis laetabilis là một loài bọ cánh cứng trong họ Cerambycidae.